# Crenularia
Crenularia é um gênero de traça pertencente à família Arctiidae.